# Вальдштейн, Максимилиан фон
Граф Максимилиан фон Вальдштейн (нем. Maximilian von Waldstein; 1598, Цнайм — 19 февраля 1655, Вена) — австрийский придворный и генерал.

## Биография
Пятый сын барона Адама фон Вальдштейна из Ломницкой линии и баронессы Элизабет фон Вальдштейн из Бртницкой линии, троюродный брат Альбрехта фон Валленштейна.
В 1617 году стал камергером при дворе Фердинанда II.
Был доверенным лицом герцога Фридландского и посредником между ним и представителями венского двора.
После смерти единственного сына Валленштейна Максимилиан стал его наследником. 25 июня 1628 он с братьями и сестрами был возведен в ранг имперского графа, так же, как его отец Адам, который ранее отказался от этого титула.
Во время изгнания герцога в Мемминген в 1630 году Максимилиан сообщал Валленштейну о происходившем на Регенсбургском рейхстаге, в частности о политических маневрах имперских князей в связи с отставкой генералиссимуса.
Максимилиан пытался передать прслание Валленштейна императору через имперского советника князя Ганса Ульриха фон Эггенберга, но оно так и не было прочитано Фердинандом, а Эггенберг дал понять графу фон Вальдштейну, что ситуация для «потомственного князя Фридландского» неблагоприятна. Друзья посоветовали Максимилиану не появляться при дворе, пока не закончатся перестановки в высшем руководстве. Благодаря этому графу удалось относительно благополучно пережить падение своего благодетеля и его фаворитов, и сохранить Мюнхенгрец и часть владений Валленштейна, переданных ему в 1634 году.
Наибольшую угрозу для Максиилиана представлял князь Оттавио Пикколомини, имперский фельдмаршал и участник заговора против Валленштейна, который угрожал своей отставкой, если кузен герцога Фридландского останется в живых.
В 1632 году Вальдштейн стал камергером Фердинанда III. В 1639 году он купил за 50 тысяч гульденов бывший дворец герцога Фридландского в пражской Малой Стране, конфискованный императорской палатой после убийства генералиссимуса, и известный с тех пор как Валленштейнский дворец.
Во время Тридцатилетней войны командовал пехотным полком, был генерал-вахтмейстером и губернатором Праги.
28 августа 1647 был назначен тайным советником, в 1654 году принят в Швабскую императорскую коллегию и 7 марта 1651 года достиг вершины своей придворной карьеры, став оберстшталмейстером и оберсткамергером.
1 апреля 1655 пожалован Филиппом IV в рыцари ордена Золотого руна, который не получил, поскольку умер во второй половине февраля (18, 19 или 20-го) того года в Вене или в Праге.

## Семья
1-я жена (20.05.1618): графиня Катарина Барбара фон Харрах цу Рорау (ум. 1640), дочь графа Карла Франца фон Харраха цу Рорау и баронессы Марии Элизабет фон Шраттенбах, сестра второй жены герцога Фридландского. Харрах был одним из самых влиятельных людей при дворе, поэтому на свадьбе присутствовали император и послы папы, Испании, Дании и Саксонии
Дети:
- Мария Катарина (ок. 1628—	27.11.1691)
- граф Фердинанд Эрнст (1630—20.02.1657). Жена (10.10.1650): Элеонора фон Ротталь (1630—15.05.1655), дочь графа Иоганна Антона фон Ротталя и Елены фон Врбна унд Фройденталь
- граф Бернхард
- граф Альбрехт Леопольд (ум. 7. 1656)
- граф Франц Августин (ум. 11.08.1684)
- графиня Мария Моника (ок. 1631—?). Муж (1651): барон Фридрих Каспар Ойзебиус Свиховски из Риземберка (1626—1654)
- графиня Максимилиана (ум. 1652). Муж (20.06.1647): граф Иоганн Адам Хрзан фон Харрас (ум. 1681)
- граф Карл Фердинанд (3.08.1634—9.04.1702). Жена (29.01.1660): графиня Мария Элизабет фон Гаррах цу Рорау (1637—1710)

2-я жена: баронесса Мария Поликсена фон Таленберг (ум. 25.05.1651), дочь барона Фридриха фон Таленберга и баронессы Марии Бенигны фон Лобковиц, вдова графа Франца Йозефа Попеля фон Лобковица
Дети:
- граф Иоганн Фридрих (18.08.1642—3.06.1694), архиепископ Праги
- графиня Марианна Элизабет (ум. 1687). Муж (1671): граф Кристоф Франц Вратислав фон Митровиц (ум. 1689)

3-я жена: графиня Максимилиана фон Зальм-Нойбург (1608—8.12.1663), дочь графа Юлиуса фон Зальм-Нойбурга и Анны Марии фон Дитрихштейн. Брак бездетный